# New Albany (Ohio)
New Albany è un comune degli Stati Uniti d'America, situato nello stato dell'Ohio, diviso tra la contea di Franklin e la contea di Licking.